# 沙湾镇 (乐山市)
沙湾镇，是中华人民共和国四川省乐山市沙湾区下辖的一个乡镇级行政单位。2019年12月，撤销范店乡和龚嘴镇，将原范店乡和原龚嘴镇刘沟村14至17组所属行政区域划归沙湾镇管辖。将沙湾镇绥山社区、沫水社区、南陵社区、乐轧社区、观峨社区、农场村划归铜河街道管辖。

## 行政区划
沙湾镇下辖以下地区：
南陵社区、沫水社区、绥山社区、观峨社区、余溪社区、乐轧社区、天车村、忠心村、三峨村、顺河村、王田村、余溪村、农场村和世坪村。
2019年12月调整后，沙湾镇辖余溪社区、天车村、忠心村、余溪村、王田村、顺河村、三峨村、世坪村和原范店乡及原龚嘴镇刘沟村14至17组所属行政区域。